# 구즈베리
구즈베리(영어: gooseberry, 학명: Ribes uva-crispa 리베스 우바크리스파[*])는 까치밥나무속의 활엽 관목이다.

## 분포
아시아, 아프리카, 유럽이 원산지이다. 서아시아(이란, 터키), 캅카스(다게스탄, 아르메니아), 남동유럽(그리스, 루마니아, 마케도니아, 몬테네그로, 보스니아 헤르체고비나, 불가리아, 슬로베니아, 알바니아, 크로아티아), 동유럽(러시아, 벨라루스, 우크라이나), 중앙유럽(독일, 스위스, 슬로바키아, 오스트리아, 체코, 폴란드, 헝가리), 서유럽(네덜란드, 벨기에, 영국, 프랑스), 남유럽(스페인, 이탈리아), 북아프리카(모로코, 알제리)에 분포한다.

## 특징
높이가 1m 정도 되는 떨기나무이다. 일년생 가지에는 잎이 달린 밑부분에 가시가 있는데, 가시는 길이 5~10mm 정도이며 1~3개로 갈라진다.
넓은잎나무로, 3~5개로 갈라지는 둥근 잎이 어긋나기한다. 잎 가장자리에 깊고 둔한 톱니가 있고, 양면에 털이 많으며 잎자루 밑에 가시가 있다.
4~5월에 하얀 꽃이 핀다. 짧은 가지에 달려 있는 짧은 총상꽃차례에 꽃이 2~3개 달리는데, 보통 1개씩 피고 밑으로 처진다. 꽃자루는 짧고 윗부분에 2개의 작은포가 있다. 꽃받침은 타원형으로 털이 있으며, 갈래조각은 5개이고 뒤로 젖혀진다. 꽃잎은 5개로 거꿀달걀모양이고 곧게 선다. 양성꽃으로, 수술 5개가 꽃잎보다 길다.
열매는 지름 2cm 정도 되는 둥근 장과로, 털이 약간 있고 붉은색, 노란색 또는 초록색이며 7~8월에 익는다.

## 재배
한국에서는 전국에서 심어 키운다. 여름이 시원한 곳에서 꽃이 잘 피고 열매를 잘 맺으며, 추위와 공해를 잘 견디고 바닷바람도 잘 견딘다. 원줄기에서 나오는 뿌리움을 포기나누기해 묘목을 얻을 수 있으며, 3월이나 8~9월에 꺾꽂이 또는 휘묻이를 하기도 한다.

## 쓰임새
수박같이 줄무늬가 있는 열매를 과일로 먹거나, 통조림, 잼, 주스, 파이 등을 만들 때 쓴다.